# Robert Propf
Robert Propf (* 9. Dezember 1910 / deutsches Kaiserreich; † 3. Februar 1986 in Köthen / DDR) war ein deutscher Bildhauer und Medailleur.

## Leben und Werk
Robert Propf besuchte von 1917 bis 1925 die Knabenmittelschule in Köthen bis zur Obersekunda. Von 1926 bis 1927 war er bei einem Holzbildhauermeister in Dessau in der Lehre. Von 1926 bis 1928 nahm Propf, unterbrochen durch eine mehrmonatige Auslandsreise, privaten Bildhauer-Unterricht bei Richard Kieser (1870–1940) an der Kunstgewerbe- und Handwerkerschule Dessau und Kurse im Zeichnen und Modellieren an den Technischen Lehranstalten Dessau. Von 1928 bis 1929 machte er an der Holzschnitzschule Bad Warmbrunn zwei Semester eine Ausbildung bei Walter Volland und Cirillo Dell’Antonio. Nach Studienreisen in die Tschechoslowakei und nach Österreich studierte er von 1929 bis 1930 zwei Semester in der Holzbildhauerklasse von Richard Engelmann an der Staatlichen Hochschule für bildende Kunst in Weimar. Von 1930 bis 1931 nahm er Unterricht bei Josef Müllner an der Akademie der bildenden Künste Wien. Von 1931 bis 1936 studierte er an der Akademie der bildenden Künste Dresden, ab 1934 als Meisterschüler von Karl Albiker.
Ab 1936 arbeitete Propf als freischaffender Bildhauer in Essen, wo er ein Wohnhaus und ein Freiatelier in der Künstlersiedlung Margarethenhöhe erhielt. Ab 1937 hatte er ein zweites Atelier in Essen-Stoppenberg, Zeche Zollverein 0/9. In diesem Jahr erhielt er auch seinen ersten großen Auftrag, ein Denkmal für verunglückte Bergleute in Recklinghausen. In den folgenden Jahren kamen Aufträge für Gedenkstätten verunglückter Bergleute in Bochum, Herne und Gelsenkirchen.
Propf war Mitglied der „Gemeinschaft Rheinischer Künstler und Kunstfreunde“ und u. a. auf den Rheinischen Kunstausstellungen 1940 in Berlin und 1941 in Wien vertreten. Von 1930 bis 1936 unternahm er mehrere Studienreisen nach Ungarn, Dalmatien, Jugoslawien, Bulgarien, Griechenland, Italien, in die Tschechoslowakei und die Türkei, 1939 nach Holland und Dänemark.
1937 heiratete er die Malerin Ilse Rietschel (1912–1988). 1939 wurde die Tochter Nanna (jetzige Hürter) geboren, 1941 die Tochter Cornelia (jetzige Johansen).
In der Zeit des Nationalsozialismus war Propf Mitglied der Reichskammer der bildenden Künste und auf mindestens elf Ausstellungen vertreten, u. a. 1939, 1940 und 1943 auf der Großen Deutschen Kunstausstellung in München. 1939 wurde er zur Wehrmacht einberufen und nahm am Zweiten Weltkrieg teil, bis er 1940 nach einer Verwundung entlassen wurde. Danach arbeitete er als letzter noch verbliebener freischaffender Bildhauer des Gaus Essen wieder auf der Margarethenhöhe. Daneben gab er Unterricht an der Folkwangschule Essen.
Nachdem sein Atelierhaus bei der Bombardierung Essens 1943 zerstört worden war, zog Propf mit seiner Familie nach Dresden. Da er vorrangig bildhauerische Aufträge von der „Bergwerksgesellschaft Hibernia“ erhielt, pendelte er bis 1945 laufend ins Ruhrgebiet.
1944 wurde die Familie nach Manebach evakuiert, von wo sie nach Köthen zog. Dort richtete sich Propf im Bereich des Schlosses ein Atelier ein, das er bis zuletzt nutzte.
Nachdem er von 1947 bis 1948 schwer erkrankt war, arbeitete er wieder als Bildhauer. Propf war Mitglied des Verbands Bildender Künstler der DDR. Er erhielt viele private und staatliche Aufträge und trotz seiner Konfessionslosigkeit Aufträge für 110 neue Werke und Restaurierungsarbeiten der katholischen Kirche. Von 1955 bis 1985 hatte Propf einen „Freundschaftsvertrag“ mit dem VEB Orbitaplast Gölzau. Neben seiner künstlerischen Arbeit betätigte er sich in Köthen ehrenamtlich als Kreisdenkmalpfleger.
Von 1955 bis 1985 unternahm er Reisen u. a. nach Italien, Rumänien, in den Libanon, nach Ägypten, Griechenland, China, in die Sowjetunion, nach Polen, nach Dänemark, Ungarn, Österreich und in die Tschechoslowakei. Bis in die 1950er Jahre konnte Propf für Arbeiten auch an seine frühere Wirkungsstätte ins Ruhrgebiet reisen.
1982 verschlechterte sich der Gesundheitszustand Propfs deutlich. 1985 hatte er eine schwere Operation und einen längeren Krankenhausaufenthalt. Danach konnte er seine Arbeit nicht mehr fortsetzen.
Das Œuvre Propfs beinhaltet neben zahlreichen autonomen grafischen Arbeiten vor allem monumentale Denkmalplastik, Bauplastik und -ornamentik, Grabmal- und Brunnenplastik, Porträtplastik, Plaketten und Medaillen, Sgraffiti, Mosaike und Scagliola sowie sakrale Kunst wie Glasbildfenster und Kirchenmöbel. Propf hat sich in seinen Arbeiten mit den unterschiedlichen künstlerischen Materialien (Holz, Messing, Kupfer, Terrakotta und Stein, Bronze, Eisen und Kunststein) intensiv auseinandergesetzt. Das bildhauerische Gesamtschaffen umfasst ca. 1300 Werke.

## Rezeption
„Seine Ideale lagen in der Kunst und Ästhetik der Antike, und er versuchte stets, für ihn aus dieser Epoche stammendes, wertvolles Gedankengut mit den Auffassungen und Notwendigkeiten der Gegenwart zu verbinden.“

## Werke (Auswahl)

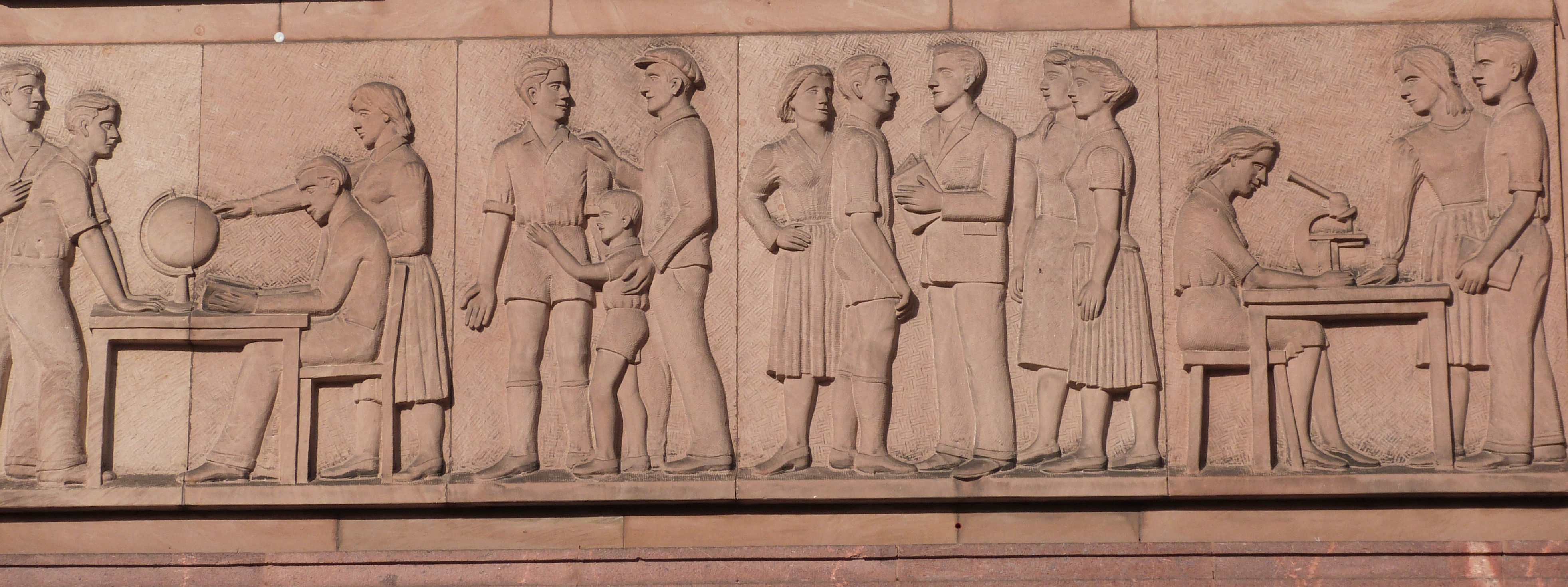
Relief am Portal des ehemaligen Pädagogischen Institutes, Halle (Saale)

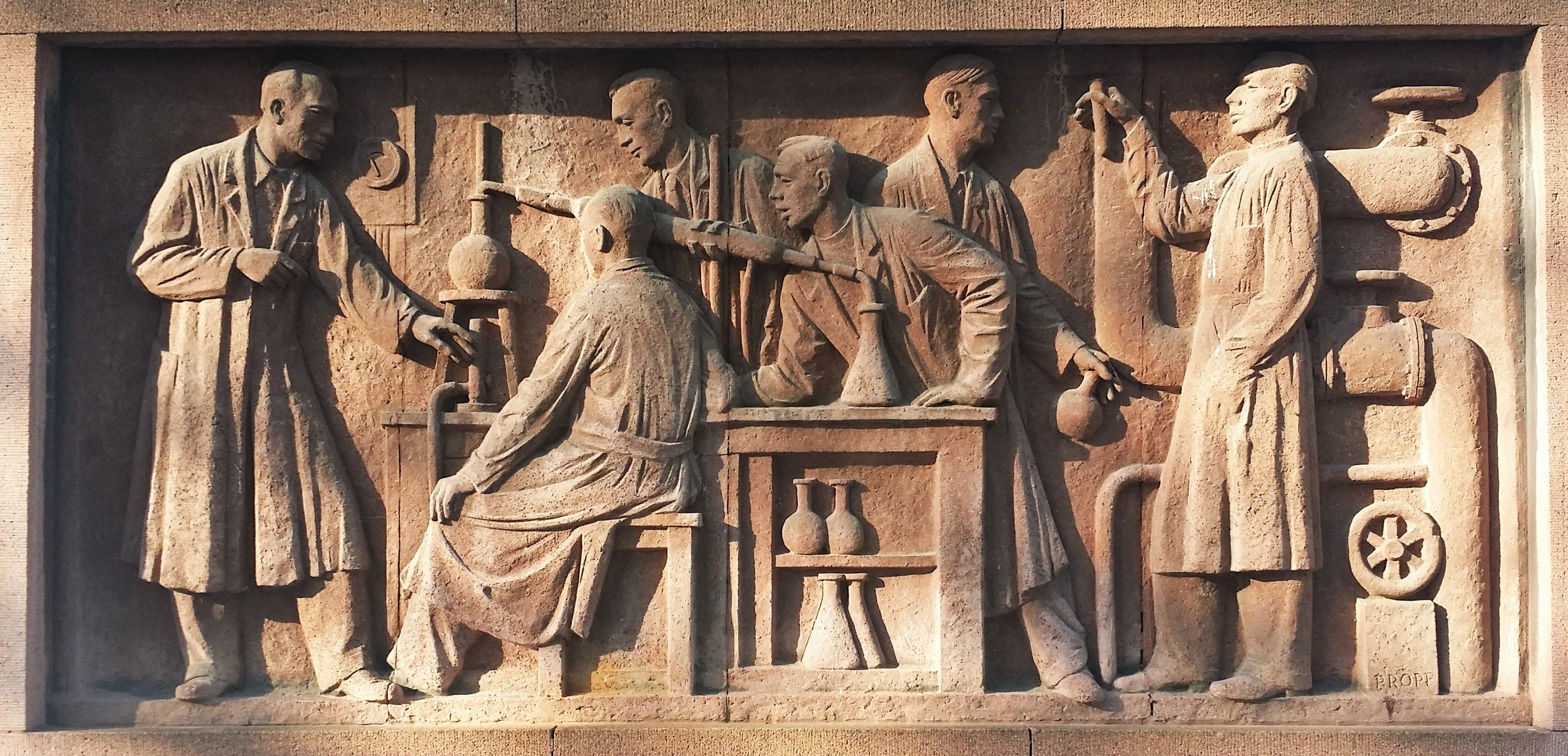
Relief am Giebel der Chemieschule in Köthen der Hochschule Anhalt

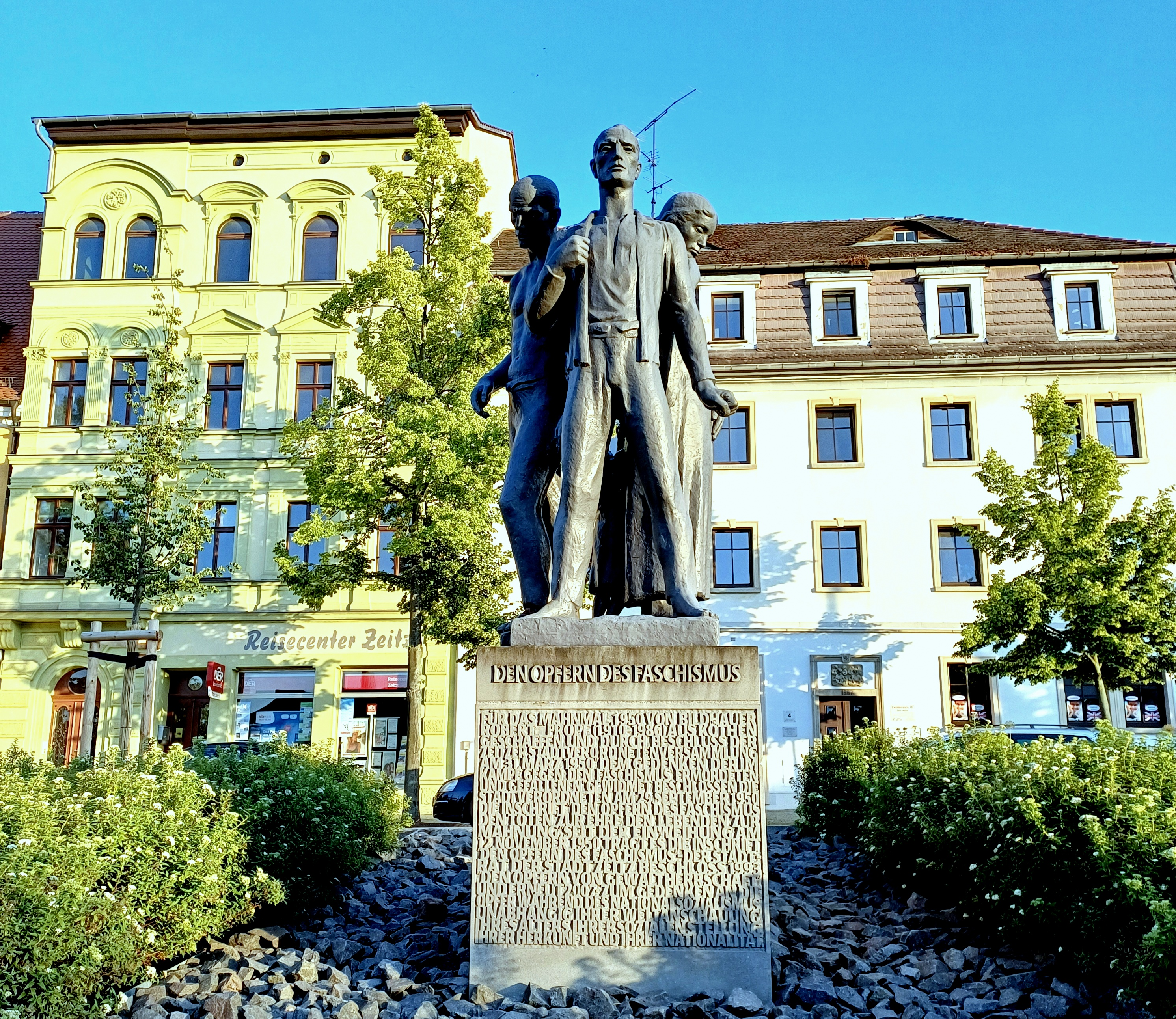
Mahnmal Den Opfern des Faschismus in Zeitz

### Werke im öffentlichen Raum und Innenraum (Auswahl)
- Neptunbrunnen (Stein, 1943; 1948 teilweise Neuanfertigung nach Kriegsschäden; Köthen)[4]
- Denkmal für die Opfer des Faschismus (Eisenguss, 1950; Altmarkt Zeitz)[5]
- Kreuzweg (14 Kreuzwegstationen, u. a. Jesus nimmt das Kreuz auf seine Schultern; Scagliola auf Gipsplatten; 1961; Katholische Kirche St. Anna Köthen)[6]
- Bruno-Kühn-Stele (1971; vormals auf dem Gelände der Pädagogischen Hochschule Dresden; 1994 entfernt)[7]
- Gagarin-Denkmal (Kunststein, 1975; Köthen)[8]

### Plastik (Auswahl)
- Bergmann des Ruhrgebiets (Büste, Bronze; ausgestellt 1939 auf der Großen Deutschen Kunstausstellung)[9]
- Generaldirektor Knepper (Büste, Bronze; ausgestellt 1943 auf der Großen Deutschen Kunstausstellung)[10]

- Schnitterin (Stuck, 1952; ausgestellt 1953 auf der Dritten Deutschen Kunstausstellung)[11]
- Schlagende Wetter (Steinguss, 1960)[12]
- Hl. Anna Selbdritt (rötlicher Kunststein auf Naturstein; um 1960; in der Katholischen Kirche St. Anna, Köthen)[13]

## Beteiligung an Ausstellungen in derSowjetischen Besatzungszoneund in derDDR
- 1946: Halle/Saale, Städtisches Museum in der Moritzburg („Kunstausstellung der Provinz Sachsen“)[14]
- 1973: Dessau, Schloss Mosigkau („10. Sommerausstellung. Bildhauer des Bezirks Halle“)